# Trapezites heteromacula
The Orange White-spot Skipper (Trapezites heteromacula) là một loài bướm ngày thuộc họ Bướm nhảy. Nó được tìm thấy ở Cape York.
Sải cánh dài khoảng 30 mm.
Ấu trùng ăn Lomandra filiformis and Lomandra longifolia.